# Гуріївка
Гу́ріївка (до 2025 — Гу́р'ївка) — село в Україні, у Костянтинівській сільській громаді Миколаївського району Миколаївської області. Відстань до міста Нова Одеса становить близько 22 км і проходить автошляхом Н24.
Населення становить 1307 осіб (станом на вересень 2019).
Назва утворена від прізвища власника, генерала Гур'єва (згодом — одеського градоначальника, київського військового губернатора).

## Історія
Станом на 1886 рік у селі, центрі Гур'ївської волості Херсонського повіту Херсонської губернії, мешкало 1989 осіб, налічувалось 316 дворів, працювали православна церква та земська поштова станція.
05 червня 2025 року відповідно до Постанови Верховної Ради України № 4483-IX село Гур'ївка було перейменовано на село Гуріївка. Постанова набула чинності 18 червня 2025 року.

## Населення
Згідно з переписом УРСР 1989 року чисельність наявного населення села становила 1427 осіб, з яких 706 чоловіків та 721 жінка.
За переписом населення України 2001 року в селі мешкало 1336 осіб.

### Мова
Розподіл населення за рідною мовою за даними перепису 2001 року:
| Мова       | Відсоток |
| ---------- | -------- |
| українська | 88,81 %  |
| російська  | 9,41 %   |
| молдовська | 1,56 %   |
| білоруська | 0,07 %   |

## Пам'ятки
При в'їзді в село встановлений «Пам'ятник трудовій славі» (1982) — пам'ятник із трактором «Сталінець-65» (ЧТЗ С-65), який був задіяний у фільмі «Трактористи» (1939), що знімався поблизу села. Пам'ятка історії місцевого значення (охоронний № 1418).

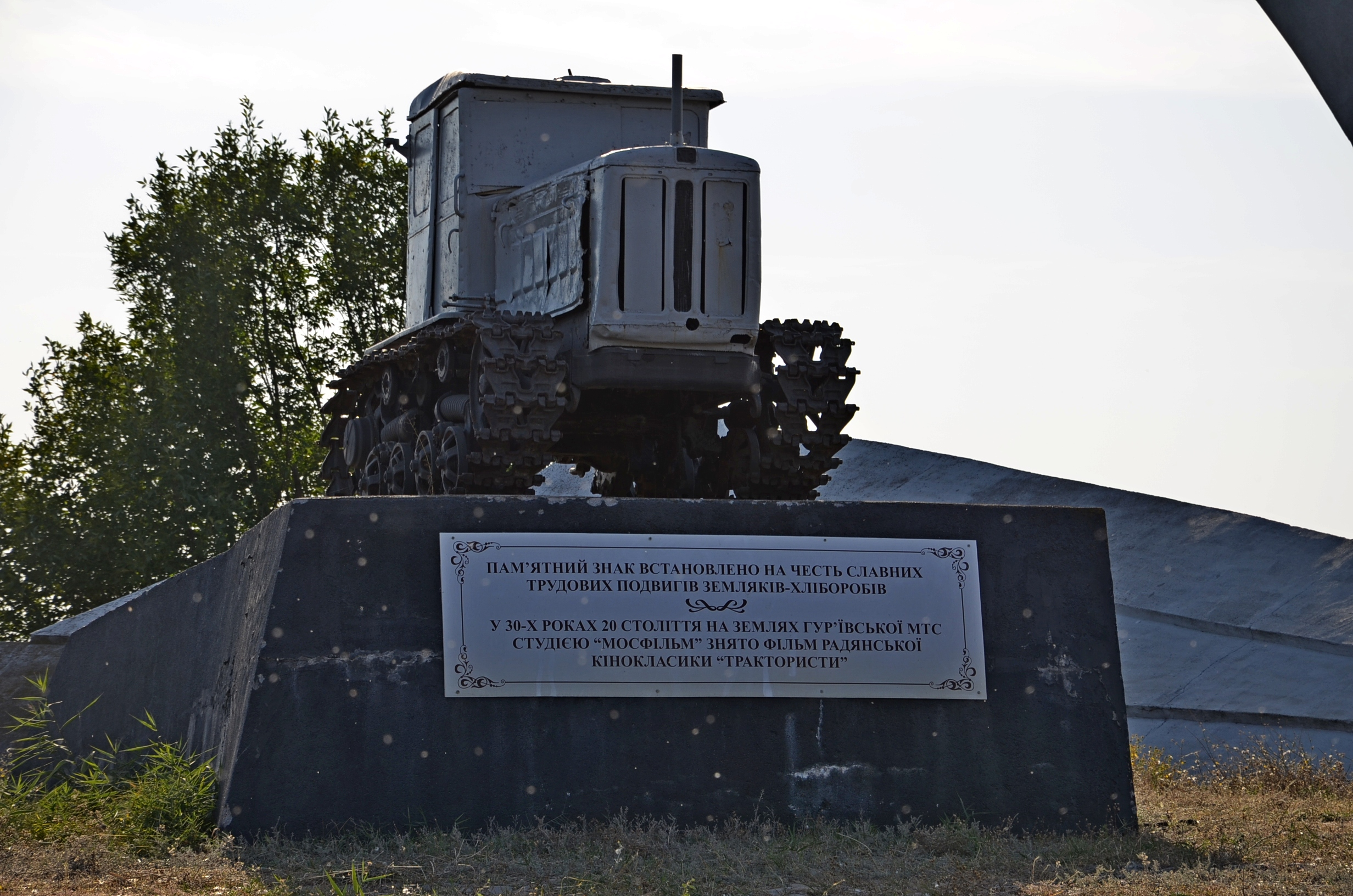
Зблизька. «Пам'ятник трудовій славі» (вересень 2014)
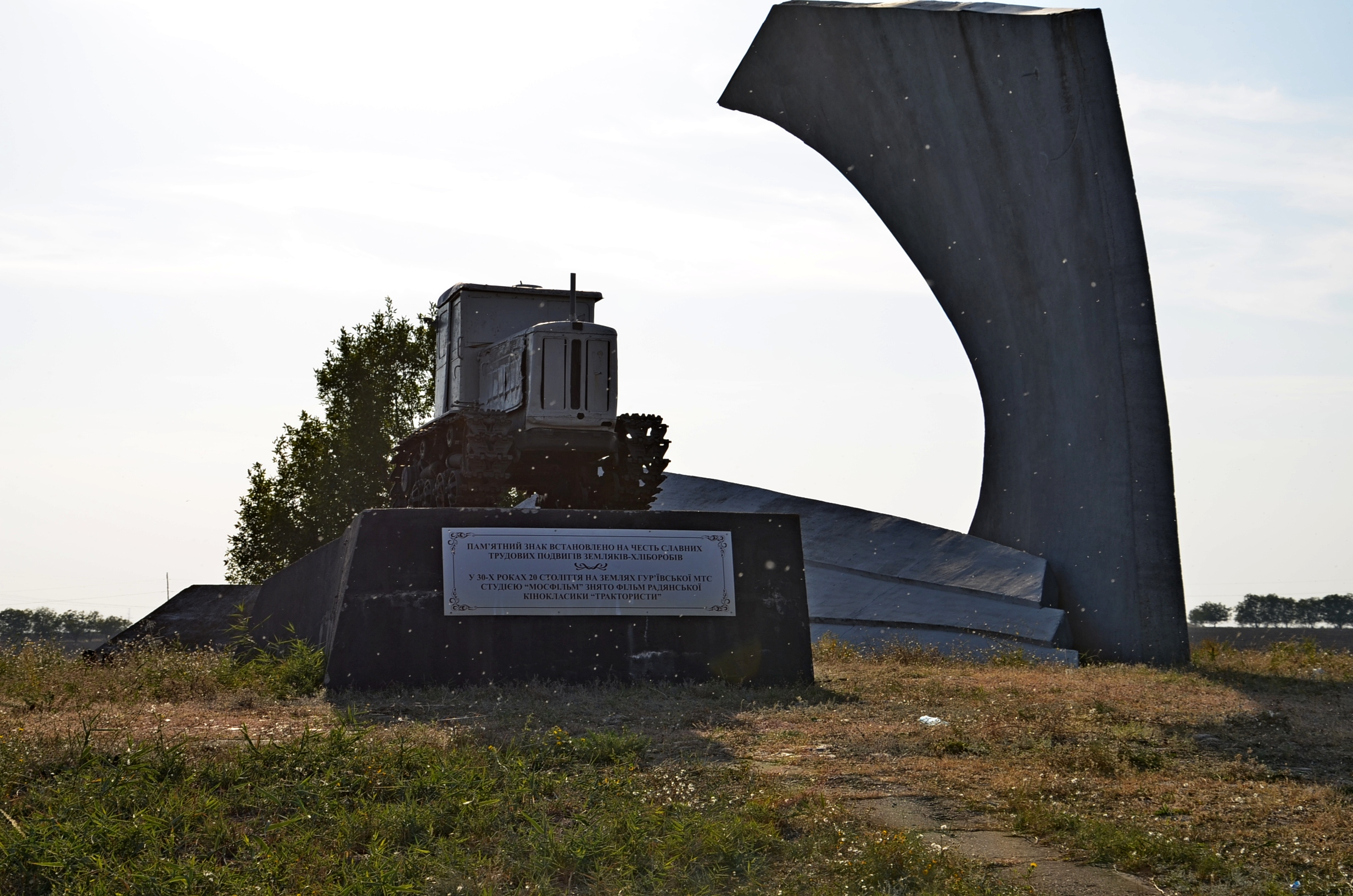
«Пам'ятник трудовій славі» (вересень 2014)

На території села також є такі об'єкти культурної спадщини:
- Криниця (XIX ст.) — щойновиявлена пам'ятка архітектури. У березні 2022 року зруйновано у ході російського вторгнення[6];
- Церква (кін. XIX ст. — поч. XX ст.) — щойновиявлена пам'ятка архітектури;
- Меморіальний комплекс: братська могила воїнів червоної армії (5 осіб); братська могила радянських воїнів (14 осіб); пам'ятний знак на честь воїнів-земляків, загиблих в роки Великої Вітчизняної війни (1966) — пам'ятка історії місцевого значення (охоронний № 517);
- Курганна група № 1 (3 насипи) — 1,8 км на схід від села. Щойновиявлена пам'ятка археології (III тис. до н. е. — I тис. н. е.)[7];
- Курган № 3 — 7 км на схід від села. Щойновиявлена пам'ятка археології (III тис. до н. е. — I тис. н. е.)[7];
- Курган № 4 — 3,5 км на схід від села. Щойновиявлена пам'ятка археології (III тис. до н. е. — I тис. н. е.)[7];
- Курган № 5 — 3 км на північний схід від села. Щойновиявлена пам'ятка археології (III тис. до н. е. — I тис. н. е.)[7].

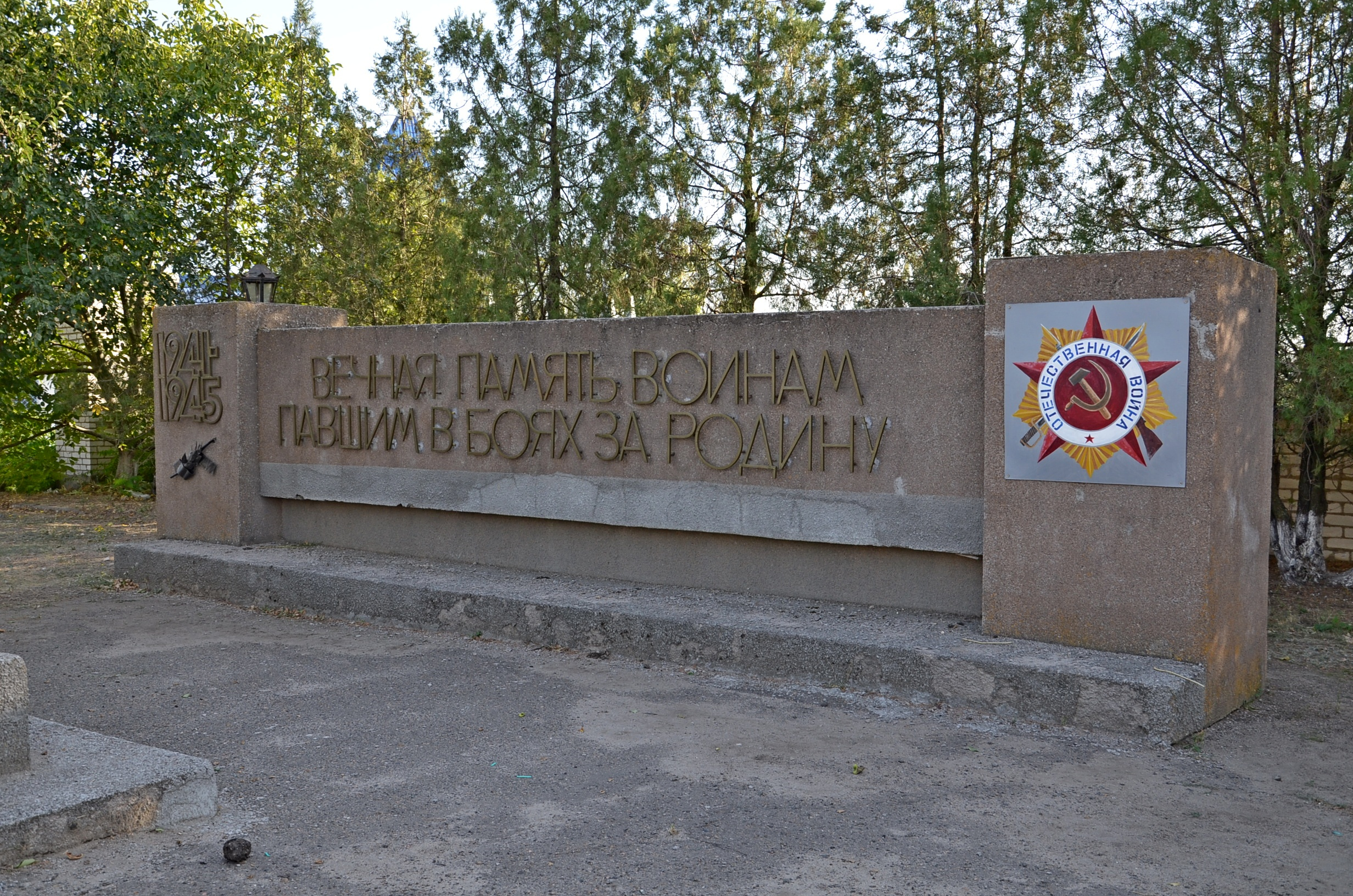
Братська могила (вересень 2014)
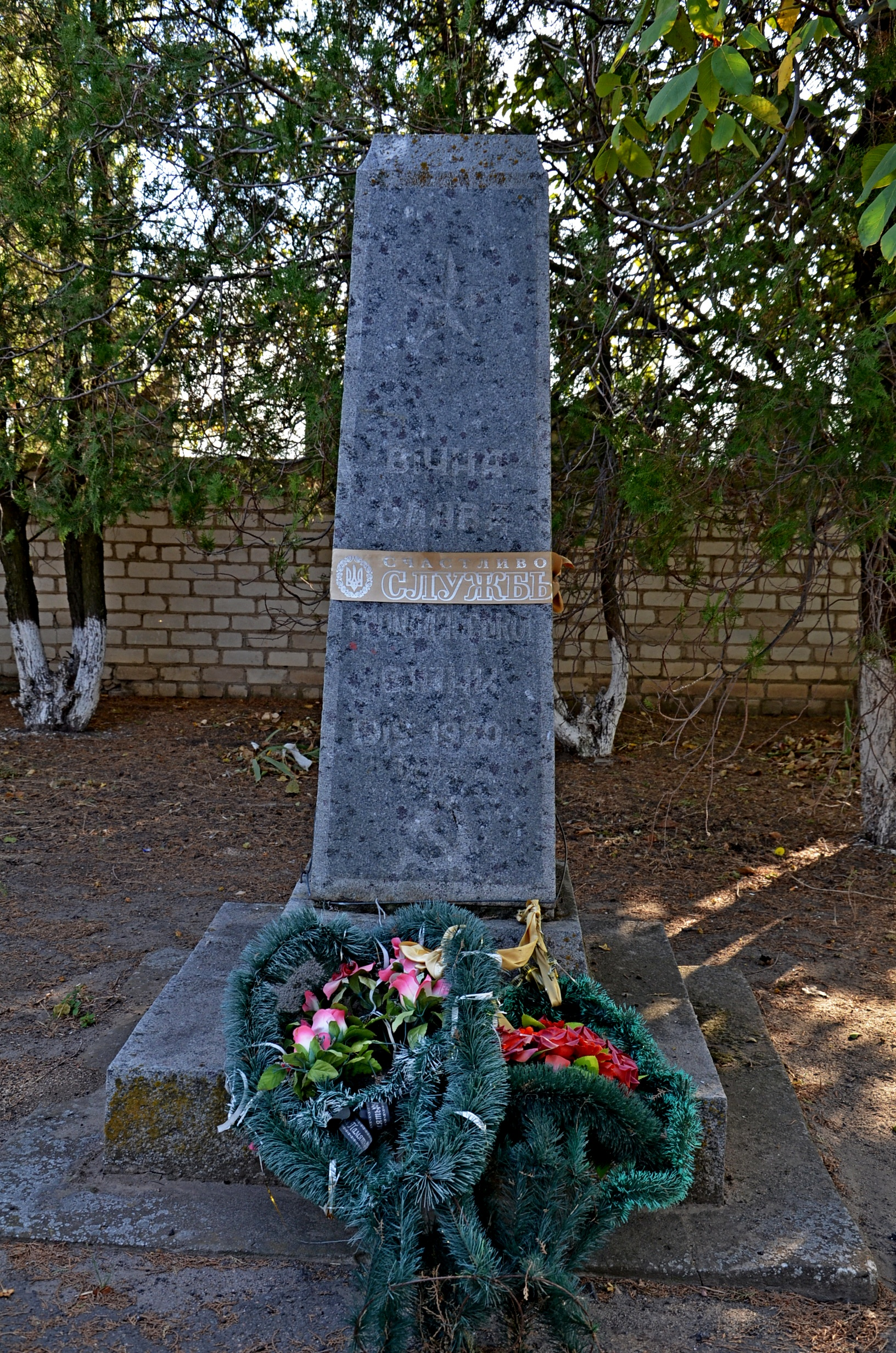
Меморіальний комплекс (вересень 2014)
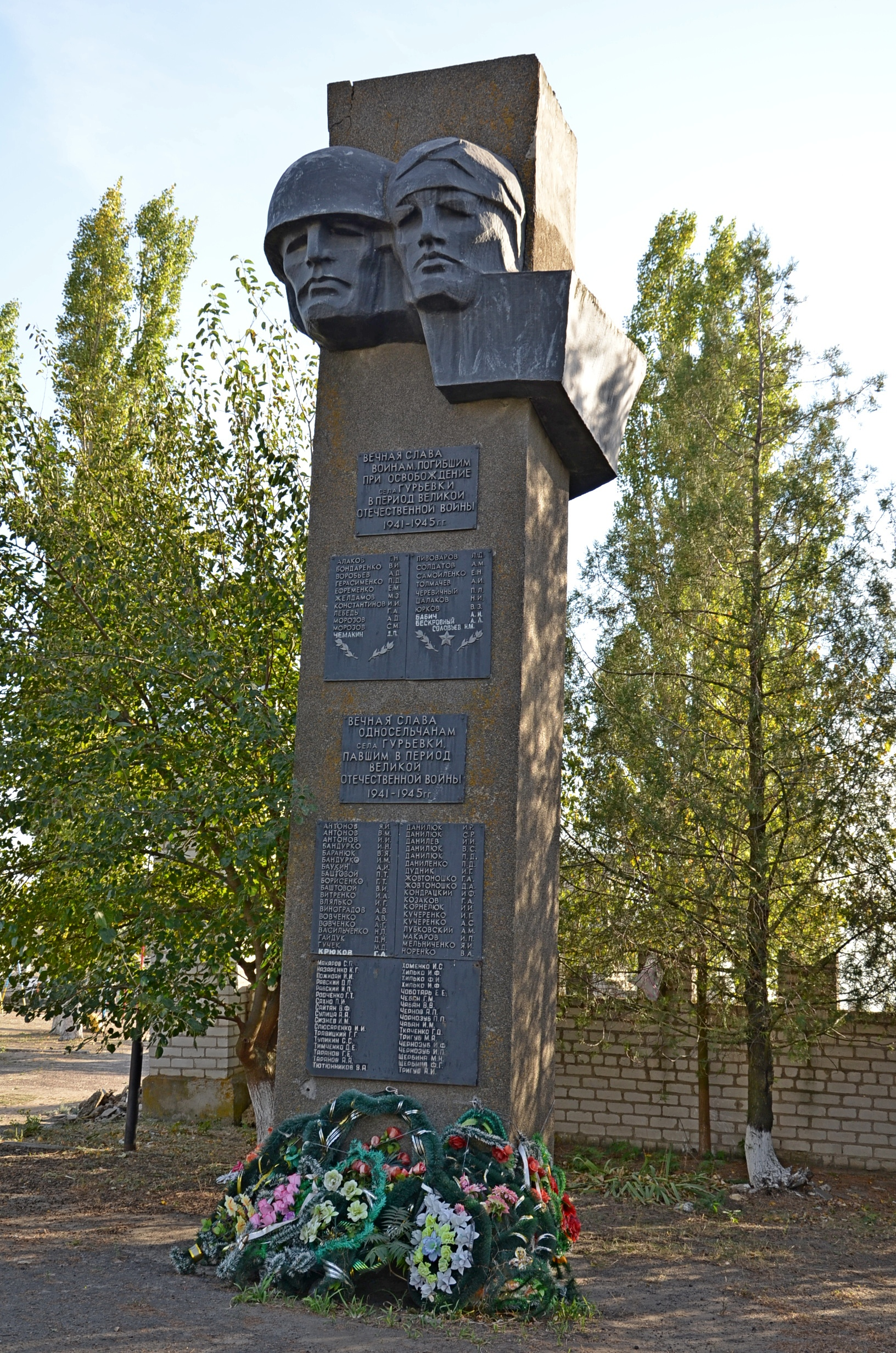
Пам'ятний знак (вересень 2014)

## Відомі жителі і вихідці з села
- Качан Анатолій Леонтійович — український письменник та культурний діяч.
- Малагуша Василь Андрійович — український поет, радянський політв'язень.
- Хилько Федір Васильович — Герой Соціалістичної Праці, суднобудівник.